# Бахна-Маре
Бахна-Маре (рум. Bahna Mare) — село у повіті Нямц в Румунії. Входить до складу комуни Биргеуань.
Село розташоване на відстані 283 км на північ від Бухареста, 18 км на схід від П'ятра-Нямца, 77 км на захід від Ясс.

## Населення
За даними перепису населення 2002 року у селі проживали 22 особи, усі — румуни. Усі жителі села рідною мовою назвали румунську.